# Meißen
Meißen (Mišno in sorabo, anticamente italianizzata in Misnia) è una città di 29 011 abitanti della Sassonia, in Germania. La grafia Meissen del nome della città è un marchio registrato dall'omonima fabbrica di porcellana della città.
Capoluogo del circondario omonimo, Meißen si fregia del titolo di "Grande città circondariale".

## Storia
Meißen è anche conosciuta con il soprannome di "culla della Sassonia". La città crebbe da un insediamento di Slavi di Misni e venne proclamata ufficialmente città dal re tedesco Enrico l'Uccellatore nel 929. Nel 968 fu eretta la diocesi di Meißen. Il vescovato cattolico venne soppresso nel 1581 dopo che la diocesi nel 1559 accettò la Riforma protestante, ma venne ristabilito nel 1921 con sede dapprima a Bautzen e poi a Dresda.
Il margraviato di Meißen venne fondato nel 968 con la città come capitale e sede dei margravi di Meißen. Divenuta a partire dall'XI secolo una città commerciale, Meißen passò alla Polonia nel 1018 grazie a Boleslao I, per poi passare nelle mani di Corrado II nel 1032 ed alla Casata di Wettin nel 1089. La città accettò di aderire completamente alle leggi del Sacro Romano Impero solo a partire dal 1332.
La costruzione della cattedrale cittadina iniziò nel 1260, sulla stessa collina dove sorgeva il Castello di Albrechtsburg. La presenza di poco spazio, la distingue oggi come una delle più piccole cattedrali in Europa, sede di un episcopato, pur essendo conosciuta come uno dei più fulgidi esempi di architettura gotica.
Nel corso della seconda guerra mondiale, a Meißen ebbe sede un "sottocampo di concentramento", dipendente da quello principale di Flossenburg.
Qui nacque il drammaturgo e scrittore Johann Elias Schlegel (1713-1749), l'autore de La muta bellezza (Die stumme Schönheit) – riproposta più volte anche in tempi moderni –, la commedia in versi in un atto, pubblicata nel 1747, poi rappresentata ad Amburgo il 5 giugno 1754, considerata una vera preziosità di stile e di tono, se non un vero e proprio capolavoro della scuola teatrale sassone.

## Monumenti e luoghi d'interesse
- Duomo dei Santi Giovanni e Donato. Rappresenta una delle cattedrali di stile gotico-germanico più puro ed è una delle chiese sassoni più riccamente arredate e decorate. Fa parte, con il castello di Albrechtsburg, e venne eretta fra il 1250 e il 1410.
- Castello di Albrechtsburg. Già fortezza slava, venne conquistato nel 929 da Enrico l'Uccellatore che le espanse. Venne ricostruito come residenza dei principi-elettori fra il 1461 e il 1525 da Arnold von Westfalen.
- Rathaus. Il Municipio venne costruito in stile gotico da Arnold von Westfalen nel 1472-78.
- Frauenkirche. La chiesa di Nostra Signora, gotica, del 1455. La torre accoglie il primo carillon al mondo di campane di porcellana.
- Convento di Sant'Afra. Vasto complesso agostiniano con grande basilica gotica del XIII-XIV secolo. Oggi accoglie la Scuola superiore di sant'Afra, per ragazzi artisticamente dotati.

## La porcellana di Meissen
Meißen è universalmente famosa per la locale industria della porcellana, basata sui depositi locali di caolino ed argilla. La porcellana di Meissen risultò, dall'istituzione delle industrie manifatturiere, una delle migliori non prodotte in Cina e presto ebbe larga diffusione sul mercato internazionale.
Del resto la prima manifattura di porcellana europea venne fondata a Meißen nel 1710, quando la Real Fabbrica di Porcellane venne aperta nel castello di Albrechtsburg. Nel 1861, essa venne spostata a Triebisch, nella valle di Meißen, dove la sede ufficiale della fabbrica di porcellane di Meißen si trova tutt'oggi.

## Economia

### Turismo
Le principali attrazioni della città sono la rinomata porcellana di Meissen, il castello di Albrechtsburg, la cattedrale gotica.

## Galleria d'immagini

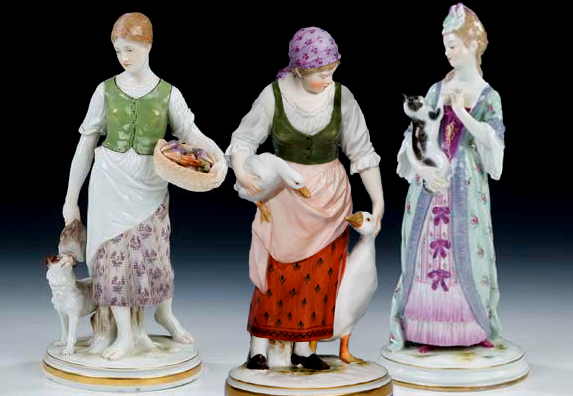
Statuine in porcellana di Jacob Ungerer: Giardiniere con cane, oca e gatto, 1902
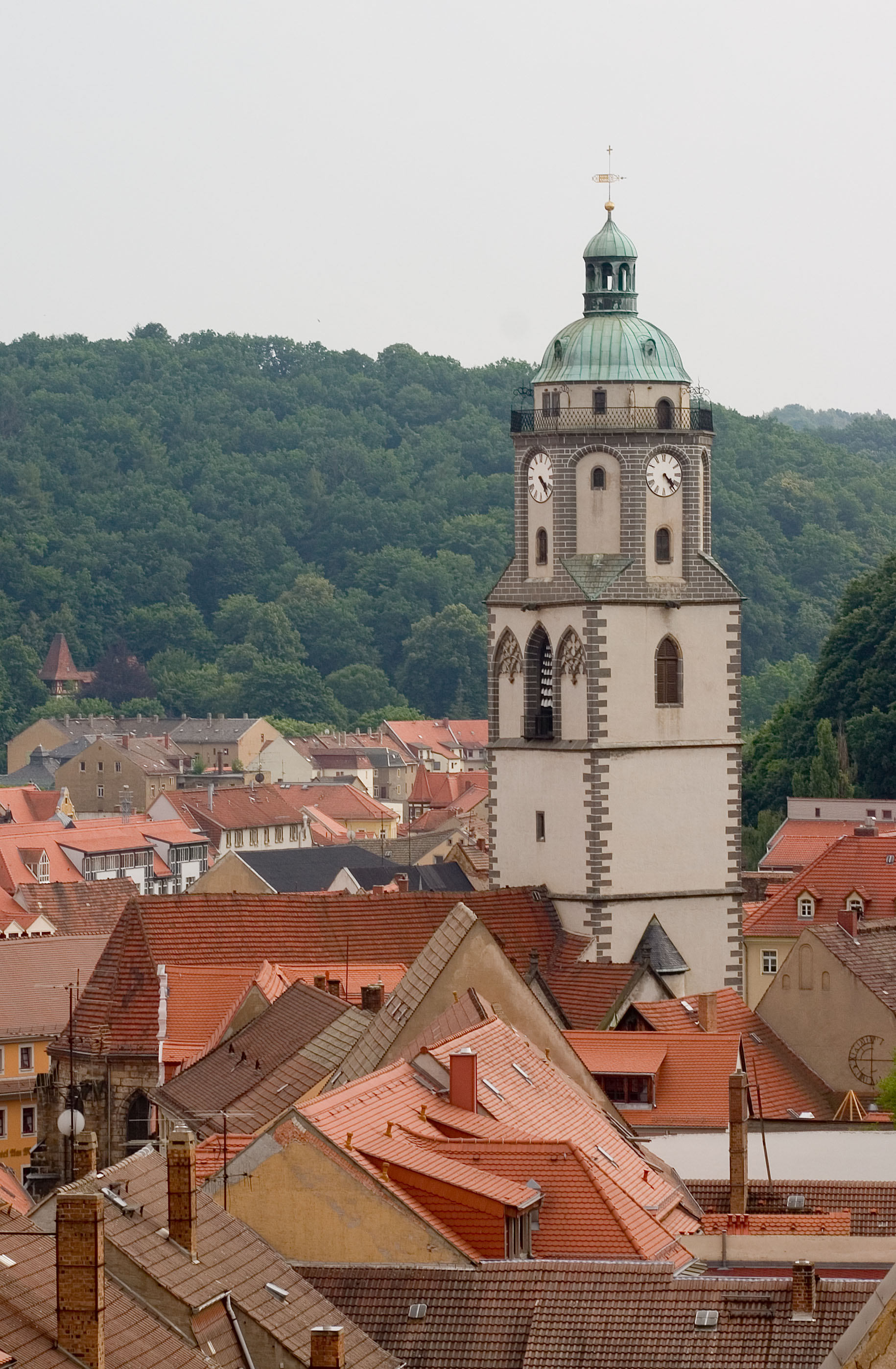
Meissen: Frauenkirche
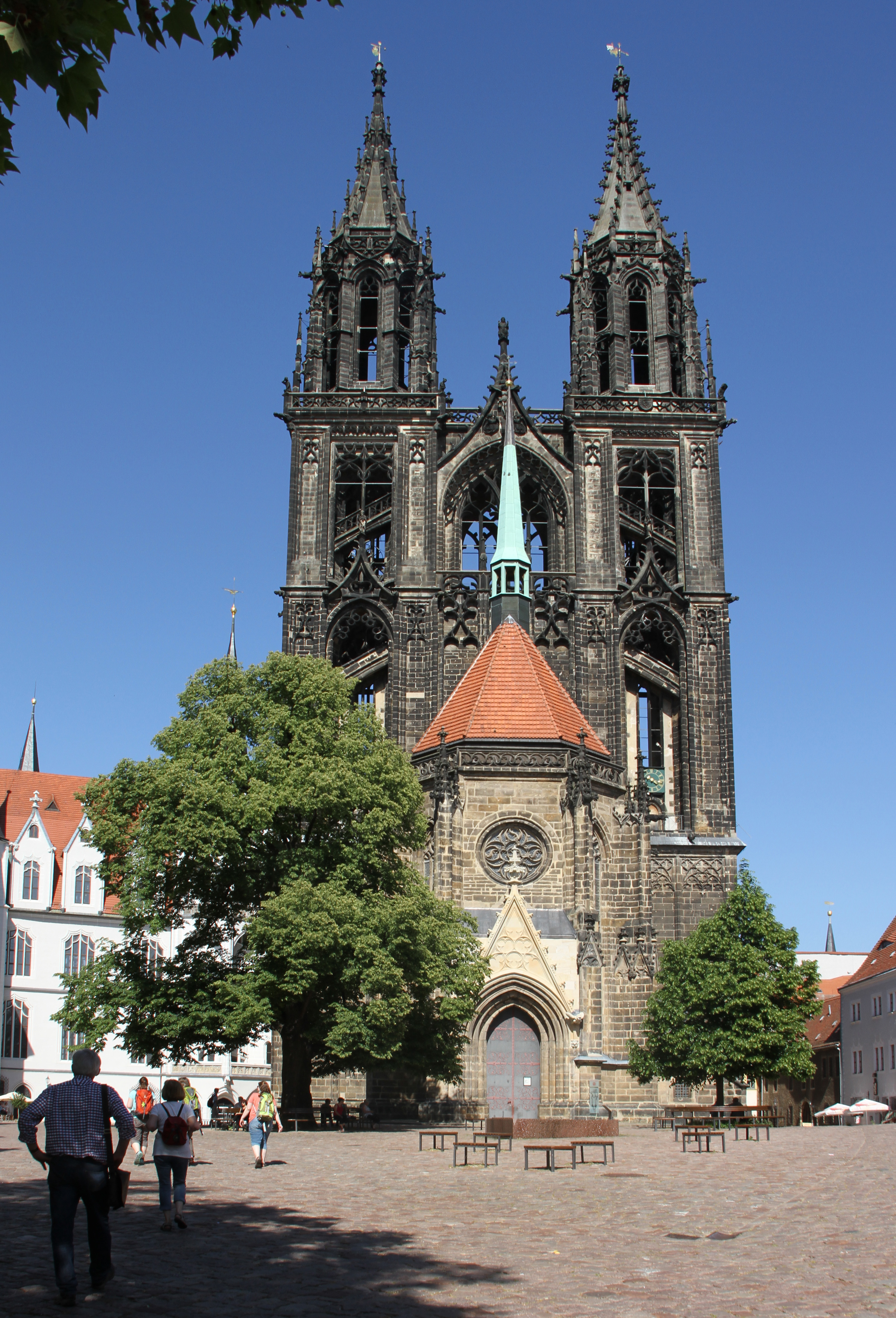
Duomo
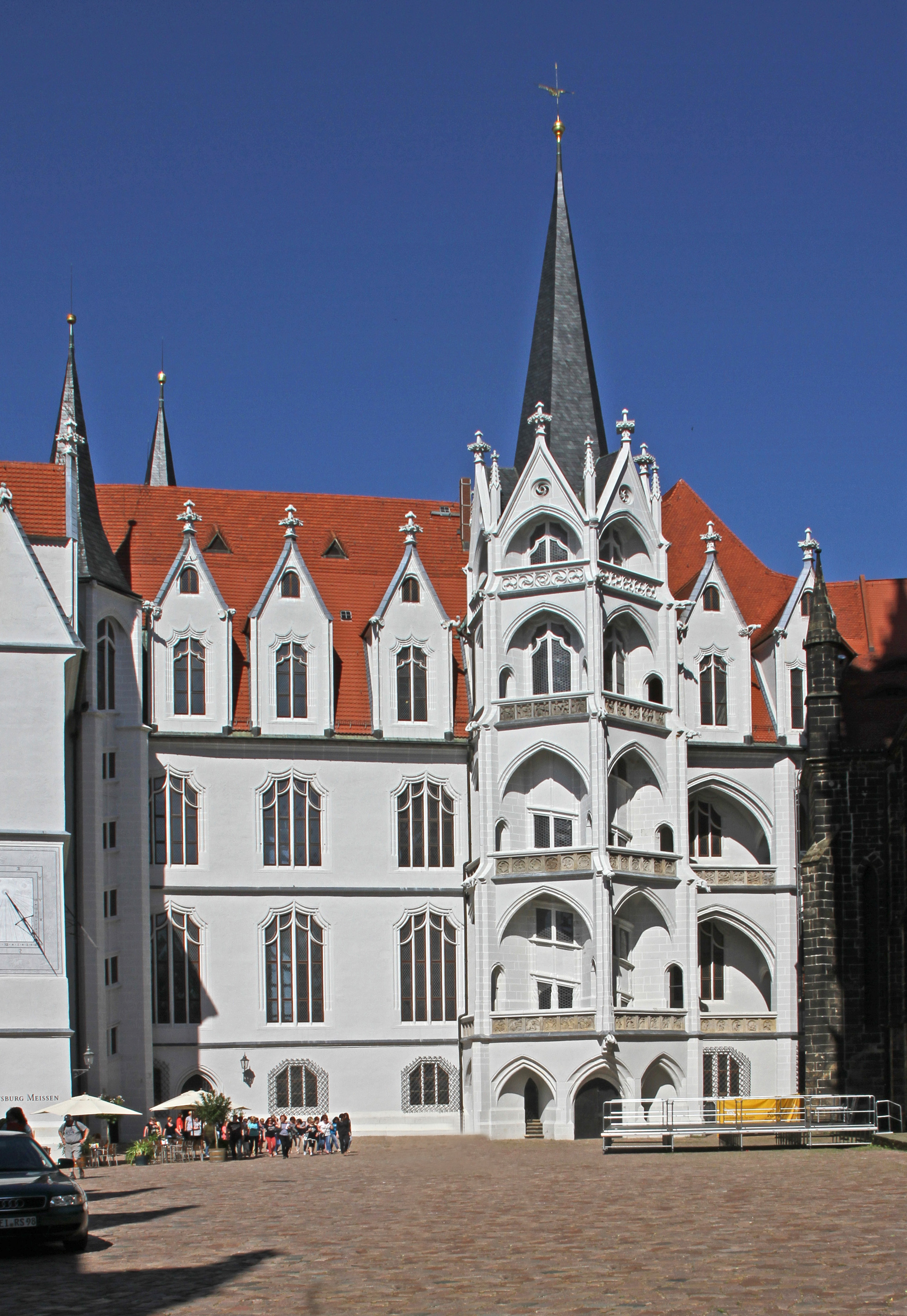
Castello di Albrechtsburg
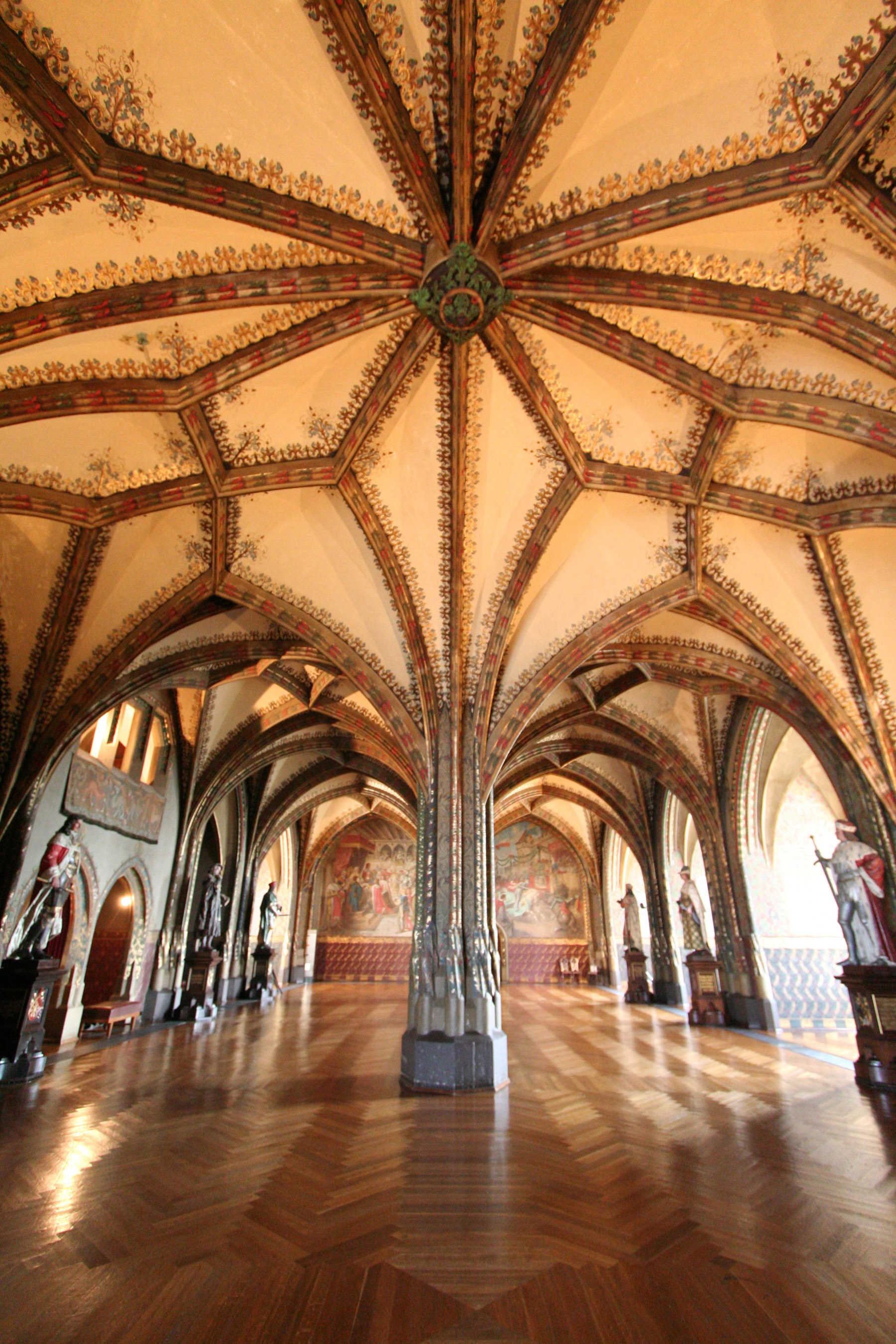
Salone del castello di Albrechtsburg
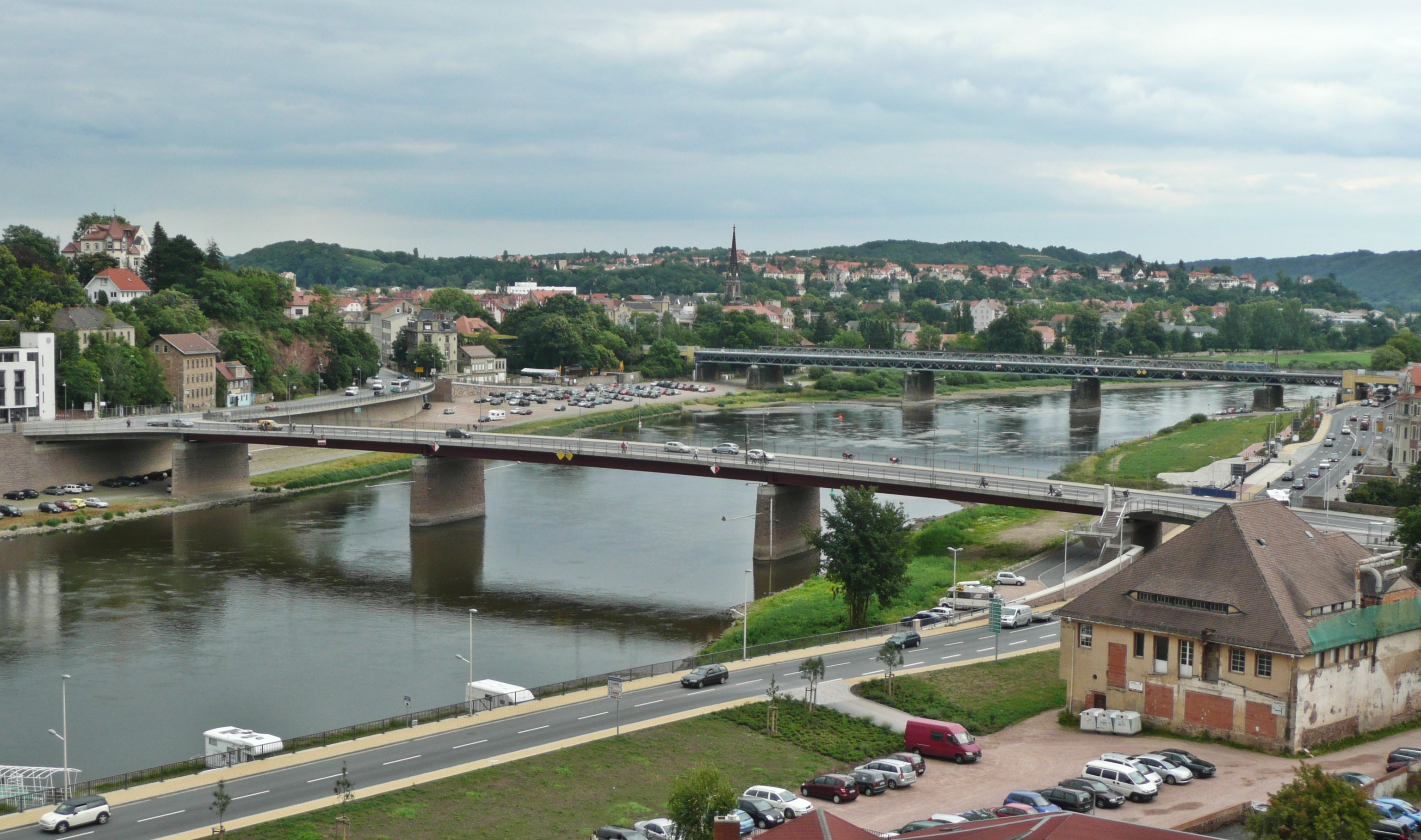
Ponte stradale sull'Elba e, sullo sfondo, ponte ferroviario